# 藤本健友
藤本 健友（ふじもと けんゆう、1990年6月1日 - ）は、2020年現在トップリーグキヤノンイーグルスに所属するラグビー選手。

## プロフィール
- 東京都出身[1]。
- ポジションはウィング(WTB)、フルバック(FB)。
- 身長182cm、体重94kg
- ニックネームは小木。

## 来歴
2009年、成蹊高校卒業後、成蹊大学に入学する。
2012年、成蹊大学ラグビー部の副将に就任した。
2013年、成蹊大学卒業後、キヤノンイーグルスに加入。
2015年1月4日に行われたジャパンラグビートップリーグ2ndステージ第6節のパナソニック ワイルドナイツ戦に途中出場で公式戦初出場を果たした。